# Cyathula tomentosa
Cyathula tomentosa är en amarantväxtart som först beskrevs av Albrecht Wilhelm Roth, och fick sitt nu gällande namn av Horace Bénédict Alfred Moquin-Tandon. Cyathula tomentosa ingår i släktet Cyathula, och familjen amarantväxter. Inga underarter finns listade i Catalogue of Life.